# Тагаев, Магомед Сайпулаевич
Магомед Сайпулаевич Тагаев (род. 21 декабря 1945 года, Ансалта, Ботлихский район, Дагестанская ССР– 2023 г.) — основатель и командующий дагестанской сепаратистской группировки «дагестанская повстанческая армия имени Имама Шамиля» (ДПАИ), политик, писатель, публицист. В 1999 году участвовал в вторжении чеченских моджахедов в Дагестан. Являлся одним из руководителей общественно-политического союза «Кавказская Конфедерация» (лидер — Зелимхан Яндарбиев). До 2004 года скрывался за границей, в 2004 году сдался властям России. Семья: в разводе, имеет сына и дочь. По сообщению родственников, умер от высокого давления в Дагестане в 2023 году.

## Биография
Магомед Тагаев родился 21 декабря 1945 года в селе Ансалта Ботлихского района Дагестанской ССР. По национальности — аварец. Окончив среднюю школу в своём родном селе Ансалта, Тагаев поступил в педагогическое училище, откуда был исключён за национализм. Затем поступил в строительное училище. В 1964—1967 годах служил в Советской Армии.
В середине 1968 года Тагаев и его соратники создали так называемый «Комитет национального освобождения», в который входило всего 17 человек. Члены комитета публично распространяли листовки, призывающие к свержению правительства, освобождению Дагестана от советской оккупации и созданию независимого федеративного государства на территории Дагестана.
6 февраля 1969 года Магомед был арестован за публичную антисоветскую деятельность, а летом того же года приговорён к 5 годам лишения свободы. Советские власти обвинили его в антисоветской агитации (статья 70 УК РСФСР). Отбывал наказание в исправительной колонии в Мордовии и Пермском крае.
С 1980-х годов Магомед Тагаев принимал активное участие в общественно-политическом движении за создание конфедеративного государства на северном Кавказе.
Летом 1998 года Тагаев объявил о создании своей группировки, так называемой Дагестанской повстанческой армии имени имама Шамиля (ДПАИ).
Тагаев является автором книг «Наша борьба, или повстанческая армия имама» (1994) и «Газават» (1997). Также он публиковал статьи в газетах «Кавказская конфедерация», «Калам» и других.
После событий в Дагестане скрывался в зарубежных странах. В 2004 году сдался российским властям и был приговорён к 10 годам колонии строгого режима.